# 58441 Thomastestoni
58441 Thomastestoni este o planetă minoră (asteroid), cu un diametru de 3,816 km, din centura de asteroizi. A fost descoperită pe 19 aprilie 1996 la  de osservatorio San Vittore⁠(d). 
Obiectul prezintă o orbită caracterizată de o semiaxă mare de 2,6863100665164 UAi, o excentricitate de 0,067615337005648, o înclinație de 4,9690755868064 ° în raport cu ecliptica.